# Catedral de Rodés
La catedral de Rodés - Cathédrale Notre-Dame de Rodez (francès) - és una catedral catòlica de la ciutat francesa de Rodés (Avairon). Està classificada com a Monument històric de França des de 1862.

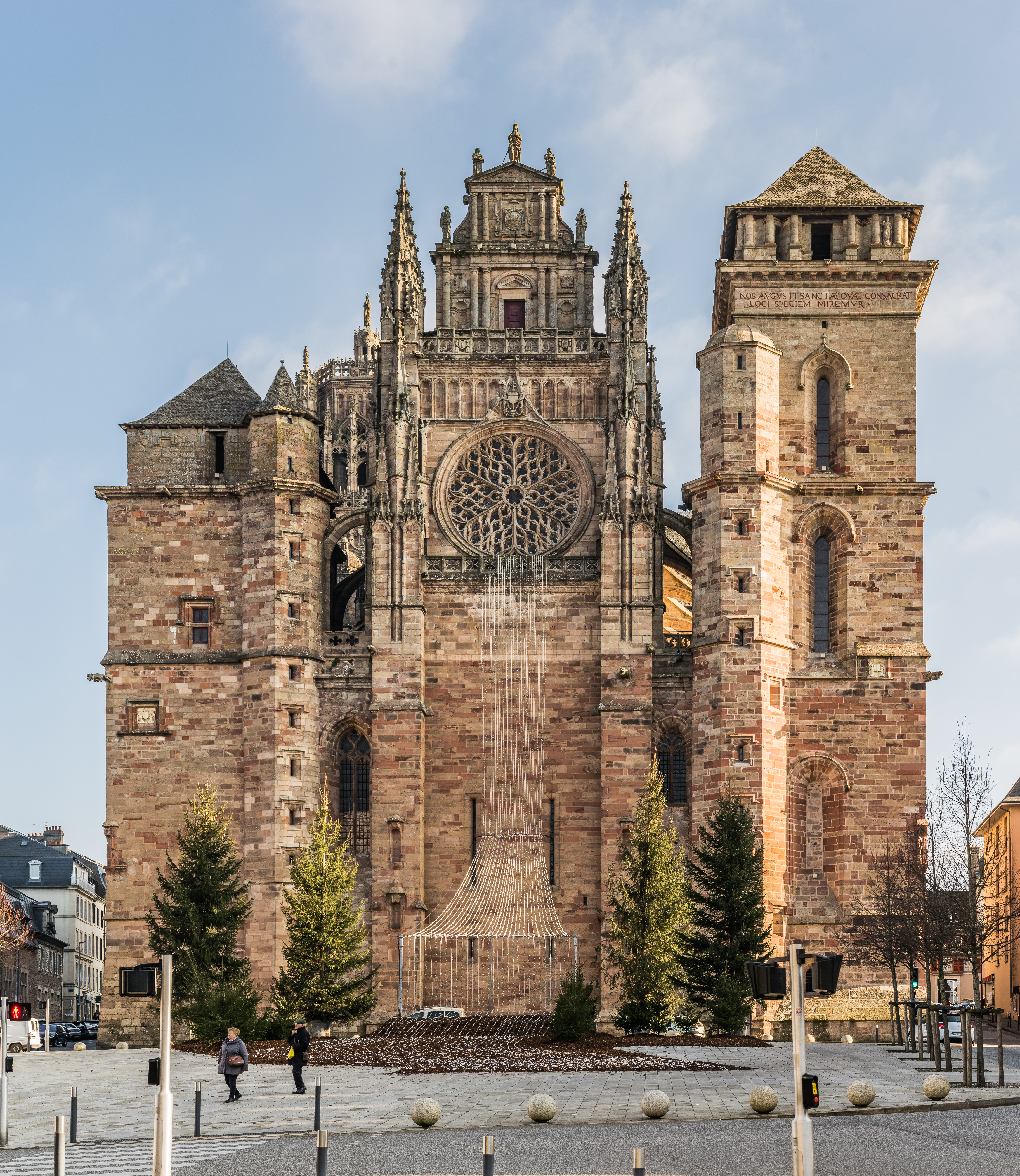
Vista de la façana occidental

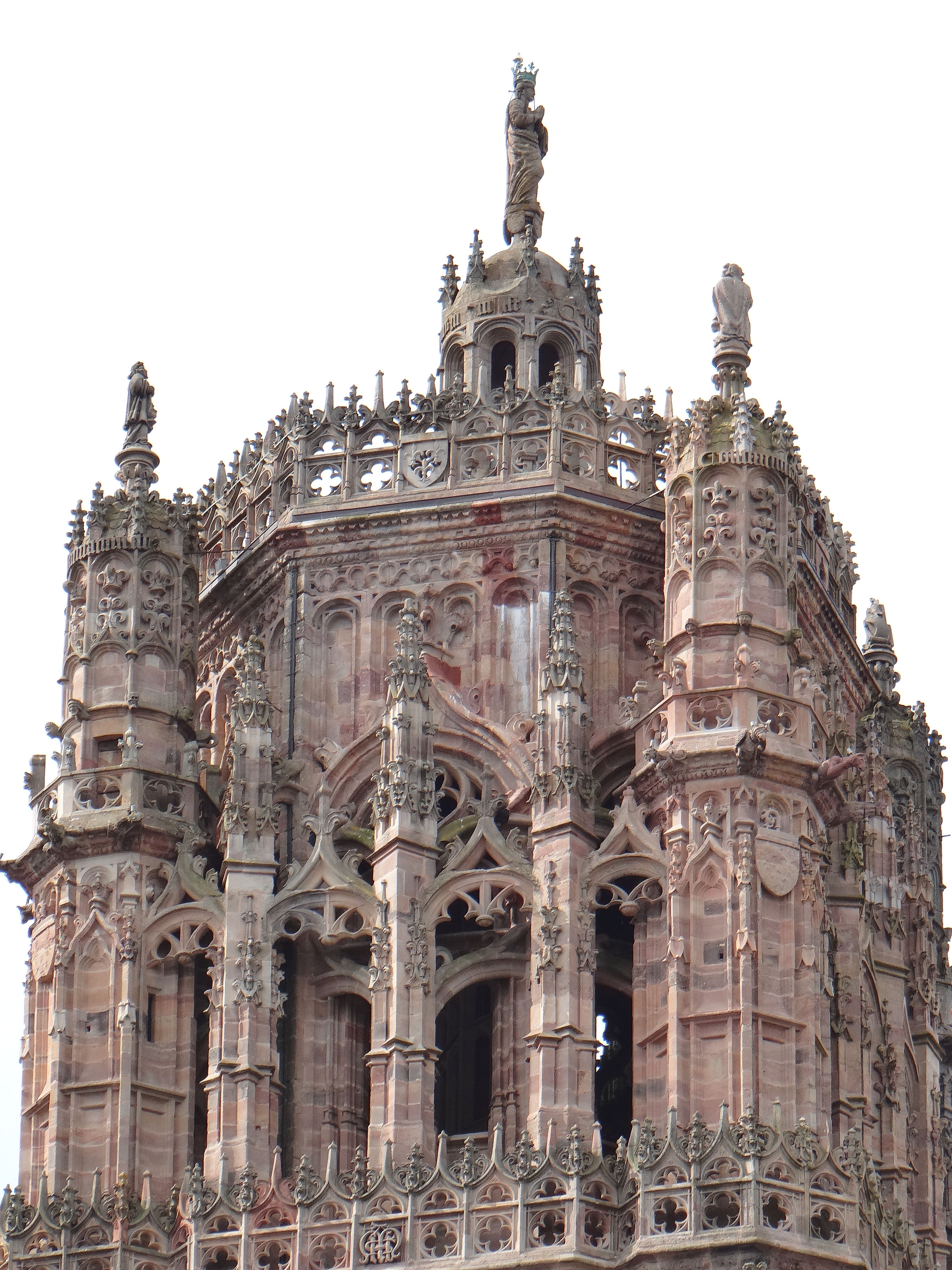
Detall de la façana nord del campanar

La primera notícia d'una catedral a Rodés data al voltant de l'any 516, que l'any 1000 fou reconstruïda. D'aquests edificis no en queden restes després de la decisió de reconstruir-la per complet a causa del mal estat el 1277. Les obres es van endarrerir a causa de la Pesta Negra i la Guerra dels Cent Anys i van ser continuades a principis del segle xv, amb l'acabament del cor i del transsepte, així com els primers trams de la nau, que es van acabar completament el 1531. En paral·lel, el 1510 es va incendiar el campanar i el bisbe François d'Estaign va encarregar al mestre d'obres Antoine Salvanh i que va culminar amb una obra pròpia del gòtic flamíger de 87 metres d'alçada.
Entre 1792 i 1798, Pierre Méchain i Jean-Baptiste Delambre van fer servir la catedral com a referència central per a les mesures geodèsiques que van establir entre Dunkerque i Barcelona per calcular la circumferència de la Terra i la posterior definició del metre.